# E7型柴油机车
E7型柴油机车是美国通用汽车电气动力分部（GM-EMD）于1945年推出的一款干线客运柴油机车，也是整个E系列柴油机车当中销量最佳的车型。1945年2月至1949年4月之间，通用汽车电气动力分部共生产了510台E7型柴油机车，包括428台设有司机室的A节机车、82台没有司机室的B节机车，主要用户包括賓夕法尼亞鐵路、伯靈頓鐵路、紐約中央鐵路、海岸航空铁路、大西洋海岸铁路、波士顿与缅因州铁路、芝加哥和西北鐵路、巴爾的摩與俄亥俄鐵路、南方铁路等铁路公司。